# Доњецк (Русија)
Доњецк (рус. Донецк) град је у Русији у Ростовској области. Према попису становништва из 2010. у граду је живело 50.085 становника.

## Становништво
Према прелиминарним подацима са пописа, у граду је 2010. живело 50.085 становника, 2.045 (4,26%) више него 2002.
| 1959.  | 1970.  | 1979.  | 1989.  | 2002.  | 2010.  |
| ------ | ------ | ------ | ------ | ------ | ------ |
| 42.369 | 38.134 | 44.147 | 48.673 | 48.040 | 50.098 |